# Kungshamns kommunala realskola
Kungshamns kommunala realskola var en realskola i Kungshamn verksam från 1950 till 1971

## Historia
Skolan fanns som en högre folkskola som 1950 ombildades till en kommunal mellanskola, vilken 1 juli 1952 ombildades till Kungshamns kommunala realskola.
Realexamen gavs från ungefär 1952 till 1968.
Som skolbyggnad användes den gamla folkskolan, efter att folkskolan flyttat in i en nyuppförd tegelbyggnad bredvid.